# 울타리

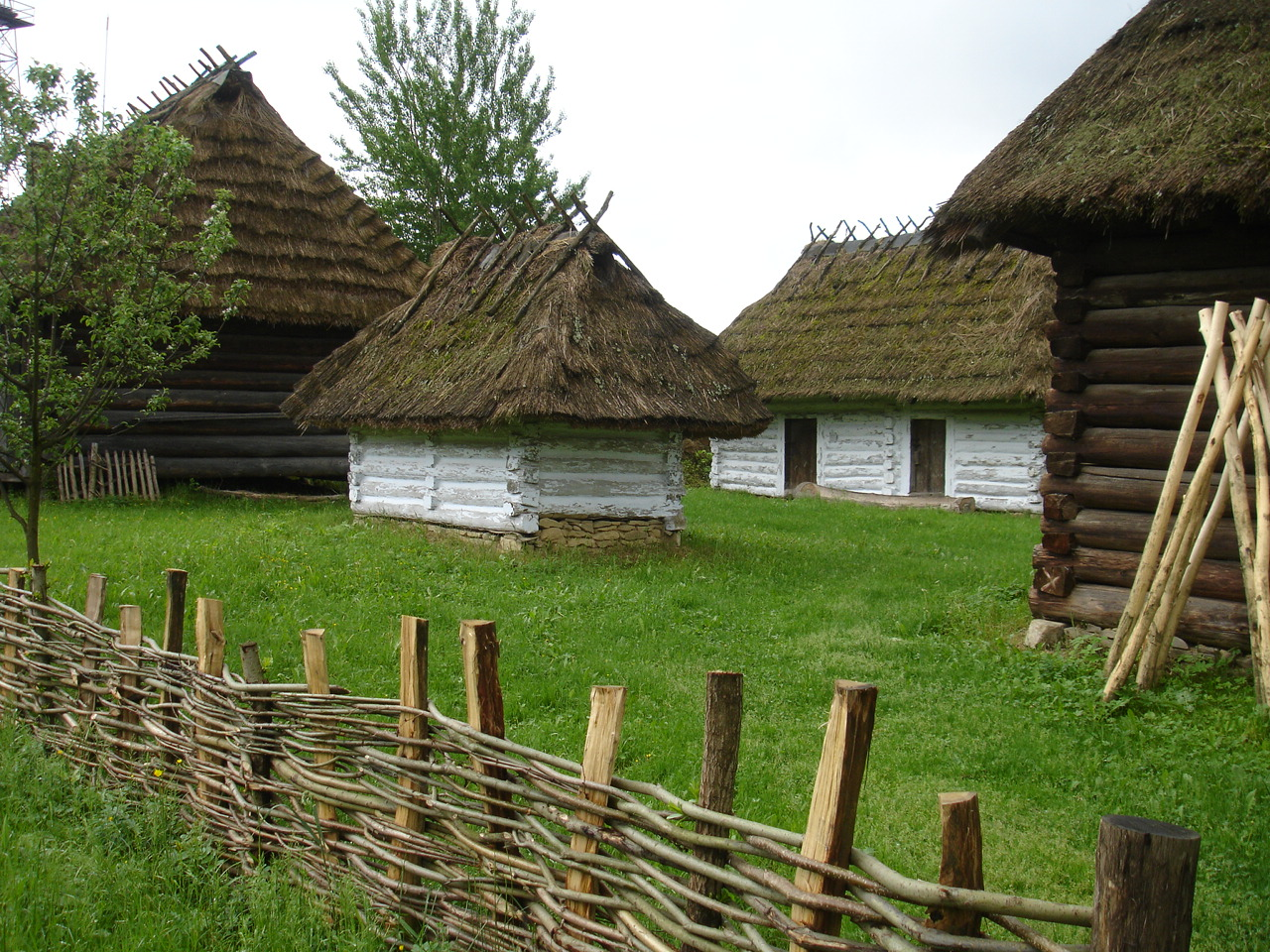
울타리가 있는 지형, 이러한 유형의 직물은 와틀(wattle)로 알려져 있다.

울타리(영어: fence)는 토지를 분리하고 침입자로부터 보호하는 데 사용되는 수직 표면의 요소이다. 울타리는 일반적으로 금속, 나무 또는 돌로 만들어진다.
울타리는 재산, 토지 또는 정원 주위에 배치되며, 그곳으로의 진입을 방지하고 거주자의 사생활을 보호하는 기능을 한다. 울타리는 농장, 농경지 또는 단독 주택 정원과 같은 기타 개인 공간에 설치된다.
가장 오래된 울타리는 마른 돌이나 다양한 죽어 있거냐 살아있는 식물 씨실로 만들어졌다. 전형적인 현대 울타리는 수직으로 배치되고 뾰족하거나 둥근 모양으로 마감된 일련의 나무 판자 또는 말뚝으로 형성된 울타리다. 판자는 땅에 못을 박고 이전 판에 못을 박은 다른 수평 판으로 결합된다. 철조망 이라고 하는  철망으로 구성된 금속 울타리도 있다. 갈대나 헤더와 같은 천연 재료로 만든 울타리도 있다. 이 경우 조각은 조밀한 표면을 형성하는 와이어로 꼰 것이다.

## 모바일 울타리

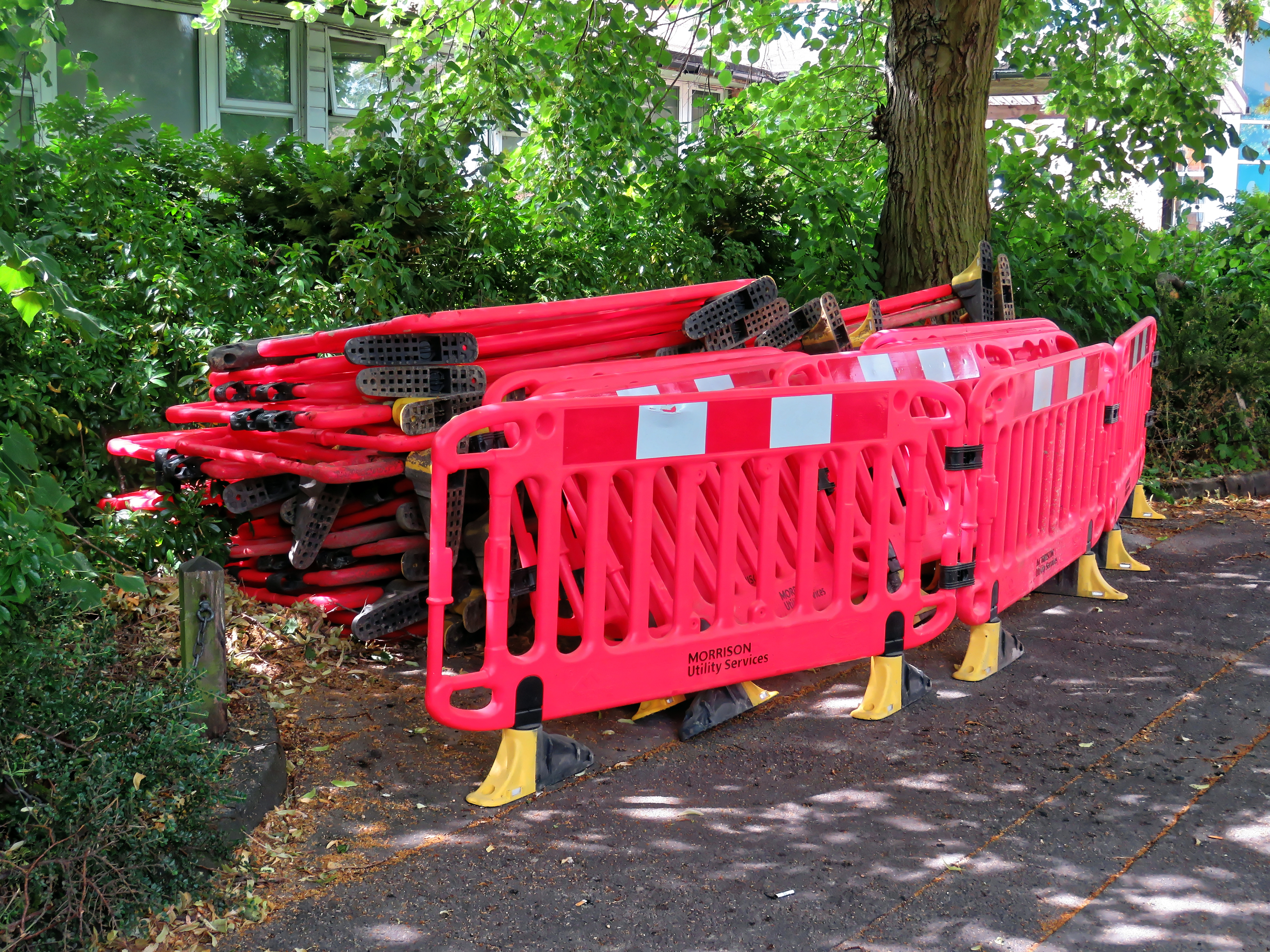
모바일 울타리

이동 울타리는 쇼, 퍼레이드 또는 행렬과 같은 임시 행사를 위한 공간을 구분하기 위해 공공 도로에 설치되는 금속 구조물이다. 또한 공공 장소에서 상황에 맞는 작업을 보호하는 역할도 한다. 그들은 일반적으로 안정성을 제공하는 두 개의 넓은 다리에 앉아 내부에 막대가 있는 프레임으로 구성된다. 측면에는 다양한 울타리를 연결하여 넓은 지역에서 사용할 수 있도록 지속적인 보호 기능을 제공하는 후크가 있다.

## 같이 보기
- 전기 울타리
- 애완 동물 울타리

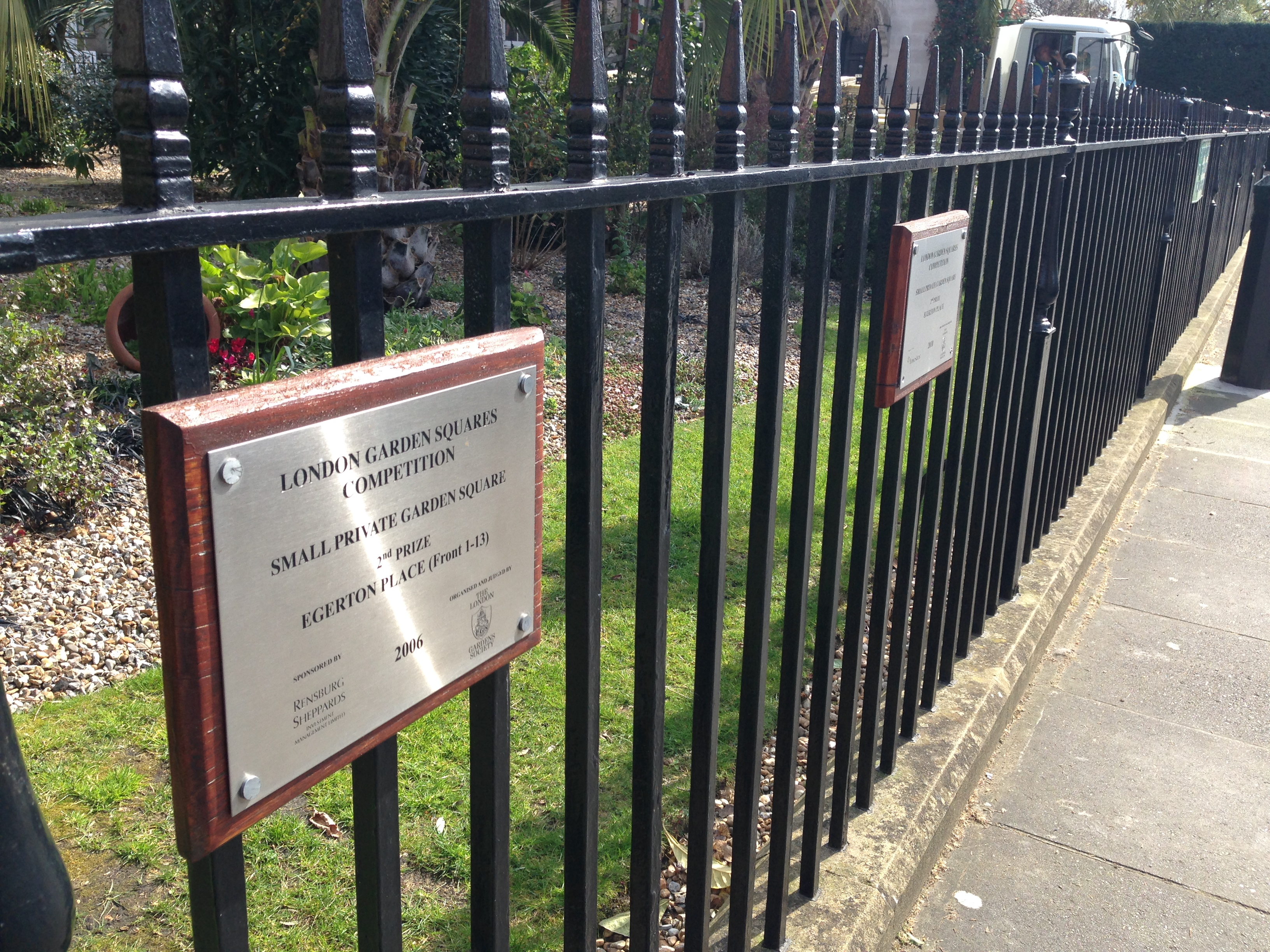
철 울타리
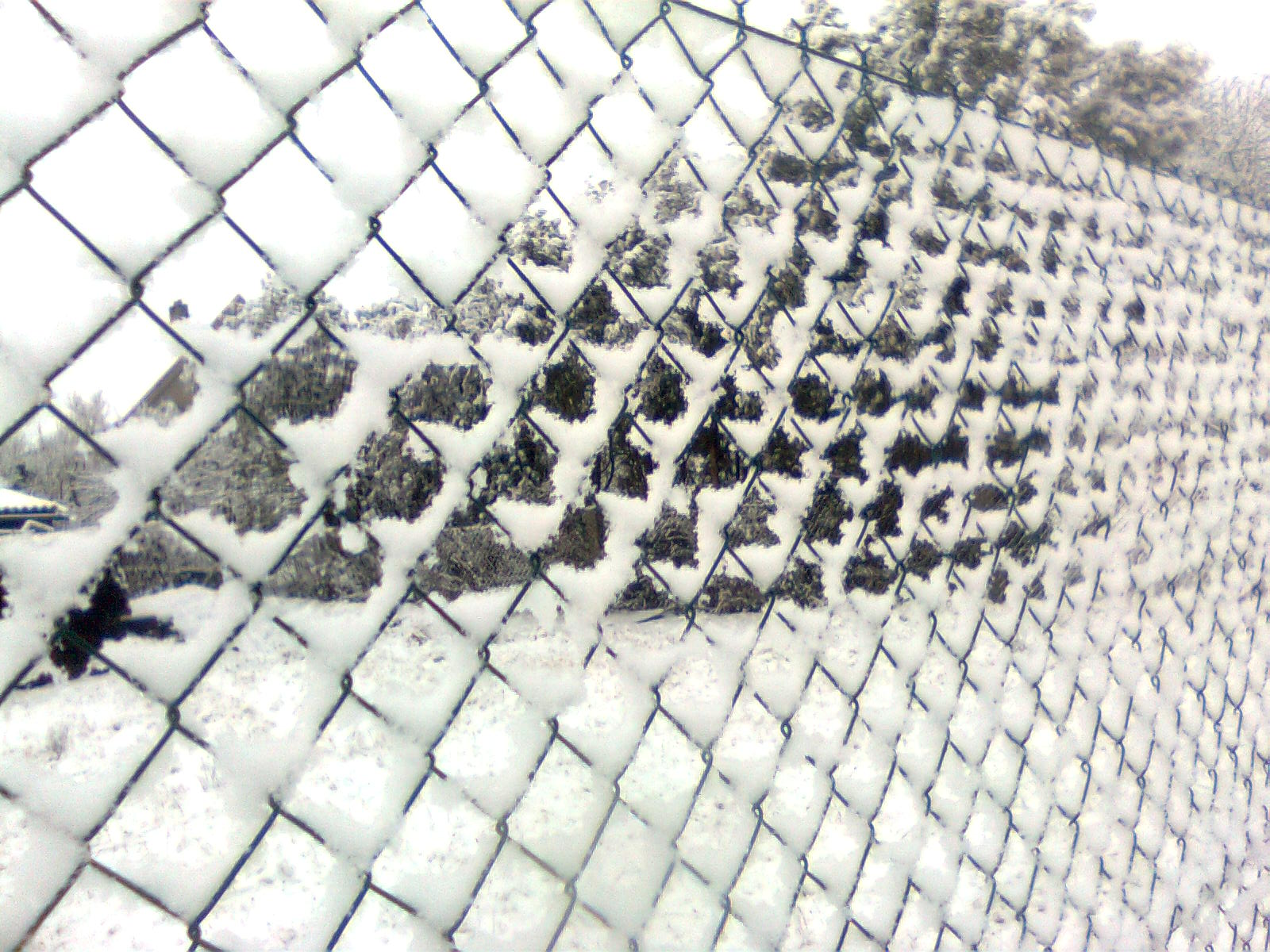
가시 철사
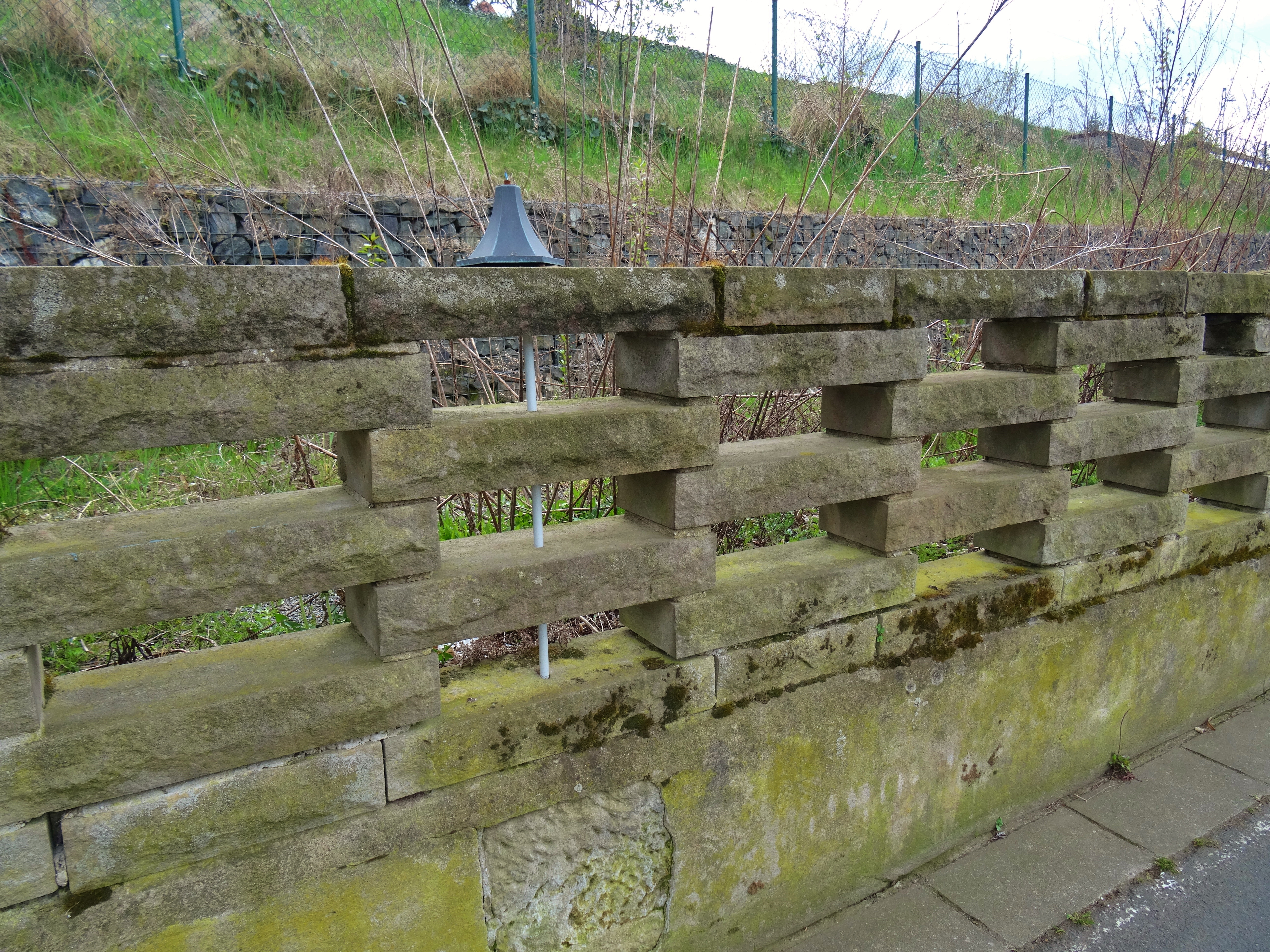
돌 울타리
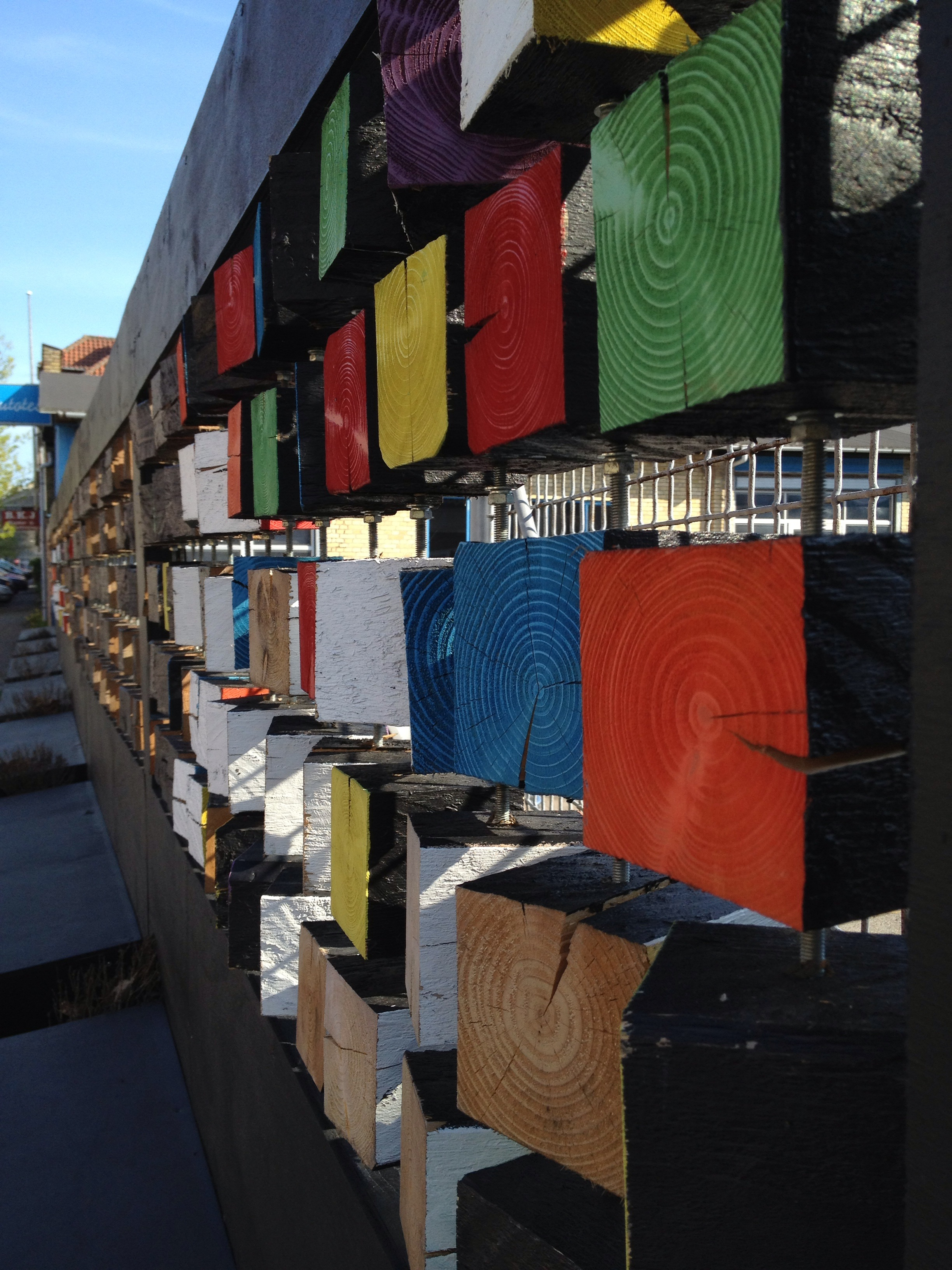
그루터기 울타리
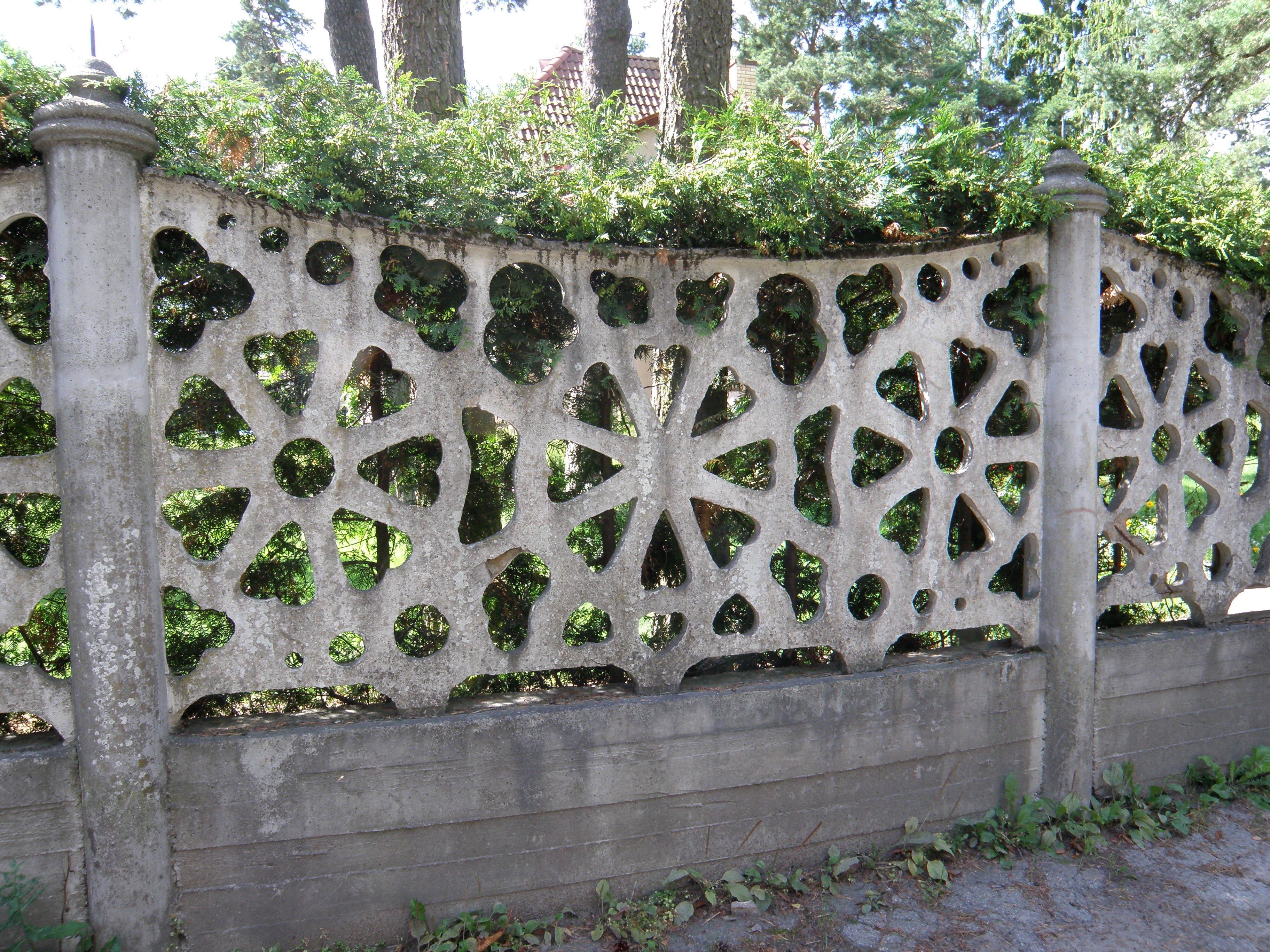
시멘트 울타리
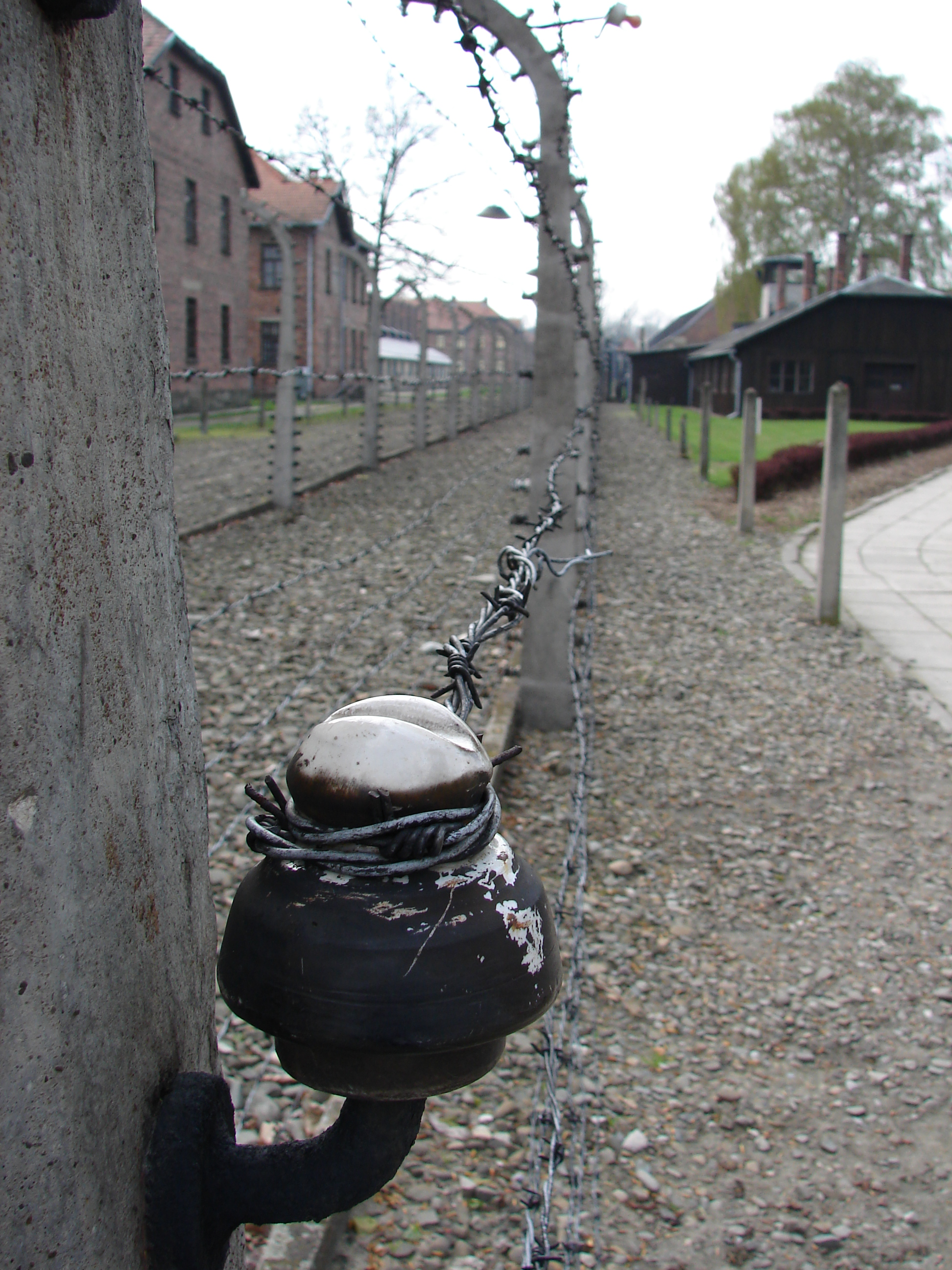
전기 울타리

Ad: Rossiee22001